# Nonnas
Nonnas es una película de comedia dramática biográfica estadounidense de 2025 dirigida por Stephen Chbosky y protagonizada por Vince Vaughn, quien también ejerce como productor ejecutivo. El filme cuenta con un reparto coral que incluye a Linda Cardellini, Lorraine Bracco, Brenda Vaccaro, Talia Shire, Susan Sarandon, Joe Manganiello y Drea de Matteo. La trama está inspirada en la historia real de Jody «Joe» Scaravella, un hombre que, con el deseo de rendir homenaje a su madre fallecida, abandona un empleo sin futuro para abrir un restaurante italiano. Para llevar a cabo su sueño, se asocia con un grupo de abuelas locales, quienes juegan un papel clave en el desarrollo de su proyecto.
Alrededor del año 2017, Scaravella otorgó los derechos para que su historia pudiera ser adaptada al cine. La guionista Liz Maccie se incorporó al proyecto para desarrollar el guion, y posteriormente su esposo, Stephen Chbosky, asumió la dirección en reemplazo del realizador originalmente asignado. Desde la gestación de la idea por parte de Maccie hasta la finalización de la película, transcurrieron seis años. Durante el proceso de selección del elenco, los creadores no encontraron obstáculos para reunir un reparto de primer nivel, atraído por una narrativa centrada en los valores de la familia, el amor y la tradición, elementos que resonaron especialmente entre los actores, la mayoría ellos de ascendencia italiana. Aunque la trama transcurre en Nueva York, el rodaje tuvo lugar en Nueva Jersey en 2023.
La producción se realizó de manera independiente y tras una subasta que superó los veinte millones de dólares, Netflix adquirió los derechos de distribución del filme. Nonnas se estrenó el 9 de mayo de 2025, en vísperas del Día de la Madre en Estados Unidos, y fue un éxito en streaming. A partir de su lanzamiento, se posicionó rápidamente en el primer puesto del ranking de visualizaciones de Netflix en Estados Unidos y alcanzó el top 10 de la plataforma en 71 países. Asimismo, obtuvo una recepción mayoritariamente favorable por parte de la crítica y el público.

## Trama
Un flashback ambientado en el distrito neoyorquino de Brooklyn, cuatro décadas atrás, muestra al joven Joe en la cocina acompañado por su madre y su nonna (abuela), mientras preparan la cena para toda la familia. La secuencia concluye con un momento de unión familiar simbolizado por un baile colectivo. En la línea temporal actual, Joe atraviesa el duelo por el fallecimiento de su madre. En una visita a Roberta, residente de un centro de vida asistida, esta le entrega un sobre sellado que contiene una carta escrita por su madre antes de morir. Joe opta por no abrirla de inmediato. Posteriormente, recibe la visita de su mejor amigo Bruno y la novia de este, Stella, para quienes prepara una cena inspirada en sus recuerdos de la cocina italiana familiar. Durante el encuentro, Stella lo alienta a utilizar la indemnización del seguro de vida de su madre para emprender un proyecto personal significativo.
Joe se traslada en ferry hasta Staten Island para visitar un mercado al aire libre que solía frecuentar junto a su abuela durante su infancia. En ese entorno evocador se reencuentra con Olivia y conoce a Antonella, su vecina. Olivia, con quien Joe asistió al baile de graduación en su etapa escolar, posteriormente se casó. Durante su visita a Staten Island, Joe descubre un antiguo restaurante abandonado, el cual decide restaurar y reabrir. Comparte con Bruno su ambiciosa visión de un establecimiento llamado Enoteca Maria, en el que mujeres mayores de origen italiano (nonnas) serían las encargadas de cocinar los platos tradicionales heredados de sus familias. Asimismo, Joe se enfrenta a una dificultad personal: es incapaz de recordar la receta exacta de la salsa marinara dominical que preparaba su abuela.
Roberta se une al proyecto culinario de Joe y Olivia logra convencer a Antonella de formar parte de la iniciativa. A través de un anuncio publicado en línea, se incorpora Teresa, una exmonja católica que llega al restaurante y es contratada por Joe. Asimismo, Gia, una peluquera con habilidades en repostería, es invitada a participar como responsable de los postres caseros. Joe anima a todas las nonnas a cocinar según sus propias tradiciones y estilos. Entre las primeras preparaciones, Roberta elabora una capuzzelle, un plato típico que utiliza como base la cabeza de oveja rellena. Sin embargo, una disputa en la cocina entre Roberta y Antonella culmina en un accidente que provoca un incendio. Olivia acude al restaurante para brindar su ayuda y le revela a Joe que continúa llevando su anillo de bodas en la mano izquierda en homenaje a su difunto esposo. Por su parte, Joe persiste en su decisión de no abrir la carta de su madre, temiendo que hacerlo represente el cierre definitivo de su vínculo emocional con ella.
En un principio, el inspector de incendios entrega a Joe un informe negativo, informándole que el restaurante no ha obtenido el certificado de habilitación necesario para su apertura. Ante esta noticia desalentadora, Teresa, movida por su fe, se arrodilla y eleva una oración pidiendo un milagro. Poco después, Olivia, quien estudia derecho, descubre que el inspector de salud había estado extorsionando y pidiendo sobornos, y regresa al establecimiento acompañada por él, quien sorprendentemente entrega el tan esperado certificado, permitiendo así que el proyecto continúe. En un gesto de generosidad, Bruno revela que ha vendido el automóvil clásico de su padre con el fin de recaudar fondos para la reconstrucción del restaurante. Como parte del proceso de preparación para la inauguración oficial del local, las nonnas reciben un cambio de imagen completo en la peluquería de Gia y se conocen áun más mientras toman limoncello.
En el restaurante, Joe organiza una velada especial en la que recrea el ambiente del baile de graduación de su juventud como gesto emotivo hacia Olivia. Poco después, se lleva a cabo la esperada inauguración oficial del establecimiento; sin embargo, una intensa tormenta desatada esa misma noche impide la llegada de clientes, frustrando las expectativas del equipo. En paralelo, Antonella mantiene una conversación con un comerciante del mercado local, quien confiesa haber estado desacreditando al restaurante debido a que Joe no es originario del vecindario, lo que evidencia tensiones subyacentes en la comunidad. Ante la falta de afluencia y visibilidad, Joe recurre a los medios especializados y comienza a escribir a críticos gastronómicos con el objetivo de generar atención mediática. En su búsqueda de apoyo, visita al prestigioso crítico Edward Durant para solicitar una reseña, pero este le informa que su agenda está completamente ocupada hasta el mes de enero, dejando a Joe sin respaldo inmediato.
Abatido por la falta de apoyo, Joe toma la difícil decisión de cerrar el restaurante. No obstante, las chefs deciden organizar una última celebración e invitan a sus respectivas familias y amigos a una cena de despedida que tiene lugar el domingo por la noche. Durante el evento, Joe presenta públicamente a las cuatro cocineras, quienes son recibidas con una emotiva ovación de pie por parte de los asistentes en reconocimiento a su labor.
Tras el cierre del local, Joe finalmente se arma de valor y abre la carta que su madre le había dejado. En su interior, descubre una serie de recetas manuscritas, entre ellas la tan buscada salsa dominical que había intentado sin éxito reproducir. Poco después, una reseña gastronómica favorable impulsa un renovado interés en el restaurante, atrayendo a una gran cantidad de comensales. Las nonnas emergen de la cocina y se suman a la celebración, bailando con los invitados en un ambiente festivo. En un gesto simbólico de apertura a nuevas posibilidades, Olivia se retira el anillo de bodas de la mano izquierda y lo coloca en la derecha, antes de unirse a Joe en la pista de baile.

## Reparto
- Vince Vaughn como Joe Scaravella, un empleado de la empresa de transporte público MTA que tras la pérdida de su madre y su abuela abre el restaurante italiano Enoteca Maria, con cuatro abuelas como cocineras.[1]
- Lorraine Bracco como Roberta, la mejor amiga de la madre de Joe, cocinera de origen siciliano de Enoteca Maria.[1]
- Talia Shire como Teresa, una exmonja y cocinera del restaurante de bajo perfil.[1]
- Brenda Vaccaro como Antonella, una viuda y apasionada por sus raíces boloñesas, se une como cocinera al restaurante.[1]
- Linda Cardellini como Olivia, conocida de Joe de la secundaria que lo ayuda con la parte legal del restaurante.[1]
- Susan Sarandon como Gia, chef de repostería del restaurante y amiga de toda la vida y estilista de la madre de Joe.[1]
- Joe Manganiello como Bruno, amigo de toda la vida de Joe y contratista que ayuda en la construcción del restaurante.[20]
- Drea de Matteo como Stella, esposa de Bruno y diseñadora de interiores de Enoteca Maria.[1]
- Michael Rispoli como Al, un vendedor del mercado callejero de Staten Island que se opone a la apertura del restaurante.[21]
- Campbell Scott como Edward Durant, un crítico gastronómico.[21]
- Theodore Helm como el joven Joe.[21]
- Kate Eastman como Maria, la madre de Joe.[21]
- Karen Giordano como «Nonna», la abuela de Joe.[21]
- Adam Ferrara como Arthur Romano, el padre de Bruno.[16]
- Richie Moriarty como Dan McClane, el jefe de Joe en la MTA.[21]
- Geoffrey Owens como Phil, el inspector del restaurante.[22]
- Jody «Joe» Scaravella como un cliente del restaurante.[23]

## Antecedentes
En 2007, Jody «Joe» Scaravella abrió el restaurante Enoteca Maria en el barrio de St. George, ubicado en Staten Island (Nueva York), donde empleó abuelas italianas (nonnas) para trabajar como cocineras. En 2015, Scaravella editó Nonna's House, un libro que reúne recetas e historias familiares. En 2017, tras haber sido previamente contactado por diversos interesados en realizar un reality show, una película y un documental sobre su historia, finalmente accedió a otorgar el visto bueno a los creadores de Nonnas. Las productoras Madison Wells y Matador Content compraron los derechos de Scaravella y desarrollaron el proyecto con la guionista Liz Maccie. Cuando Maccie fue contratada como guionista para Nonnas, inicialmente había otro director asignado al proyecto. Sin embargo, Stephen Chbosky, al conocer la idea de su esposa para el guion, mostró un gran interés por dirigir la película. Convencido de su potencial, expresó su deseo de involucrarse en el filme en caso de que el director original decidiera abandonar el proyecto, lo que finalmente sucedió. Maccie señaló que los personajes femeninos del filme fueron inspirados en figuras reales de su entorno familiar, mientras que el núcleo narrativo de la historia fue adaptado de la vida de Scaravella, con solo ligeras modificaciones. El guion destacaba por su nivel de detalle, especialmente en la descripción de la comida, algo que Chbosky resaltó, ya que las primeras tres páginas le recordaron a una guía telefónica.

## Producción
El director calificó el proceso de selección del reparto como una experiencia marcada por intensos deseos de que determinados actores aceptaran los papeles propuestos, lo cual se concretó favorablemente. Más tarde se dieron a conocer los integrantes del reparto, encabezado por Vince Vaughn en el papel de Joe. Vaughn, Lorraine Bracco, Brenda Vaccaro y Joe Manganiello, todos de ascendencia italiana, expresaron su vínculo personal con los temas abordados en la trama de Nonnas. Nonnas marcó la primera incursión de Bracco en el género de comedia, un desafío que inicialmente la hizo sentir insegura tras una carrera dedicada a los dramas. Después de leer el guion de Nonnas, la actriz se inspiró en Catherine Scorsese, a quien conoció en el rodaje de Goodfellas y describió como «la nonna perfecta», para dar forma a su personaje. Vaccaro apreció el «conmovedor» guion y se inspiró en sus tías sicilianas para crear su personaje.
La trama de Nonnas pone de manifiesto el tema de la familia, un concepto que también se refleja en su equipo creativo, compuesto por Stephen Chbosky y Maccie, su esposa, quien creció en una familia de origen italiano. Chbosky subrayó la importancia de otorgar a cada personaje una personalidad distintiva, lo cual fue logrado gracias al trabajo conjunto de la guionista y el elenco. Vaughn y Manganiello, quien interpreta a Bruno, el mejor amigo de Joe tanto en la pantalla como en la vida real, visitaron Enoteca Maria y se reunieron con los verdaderos Joe y Bruno como parte de la preparación para sus personajes. Manganiello indicó que aprender de su contraparte real y su amistad de larga data con Vaughn fue clave para capturar la química natural entre sus personajes, e incluso lo ayudó a conseguir el papel durante el casting. El actor describió el filme como «una celebración de la experiencia italoestadounidense a través de la comida». El restaurante tiene muchos clientes habituales, a quienes Joe Scaravella les da prioridad. El director relató que, al intentar hacer una reserva para Susan Sarandon, el dueño inicialmente se negó a aceptar porque ya tenía sus mesas ocupadas por sus regulares. Finalmente, la aceptó solo si podía llegar a las 6:30 p. m.
Aunque la trama se sitúa en Staten Island (Nueva York), debido a incentivos fiscales el rodaje tuvo lugar en Nueva Jersey. Entre mayo y junio de 2023 se filmó en Jersey City, Hoboken, Bayonne, Paterson, Linden, Elizabeth y Edison. Dado que el restaurante real, Enoteca Maria, era un punto de encuentro muy concurrido, el equipo recreó el restaurante en Spiritos, un restaurante ubicado en Elizabeth (activo entre 1932 y 2020). Vaccaro resaltó la conexión entre los miembros del equipo y afirmó que fue «uno de los mejores momentos» que ha vivido en una película. La actriz reconoció que Chbosky dio libertad al reparto para desviarse del guion, mientras que la productora Gigi Pritzker recordó que las escenas entre Vaughn y Manganiello ofrecieron un amplio espacio para la improvisación.

## Recepción

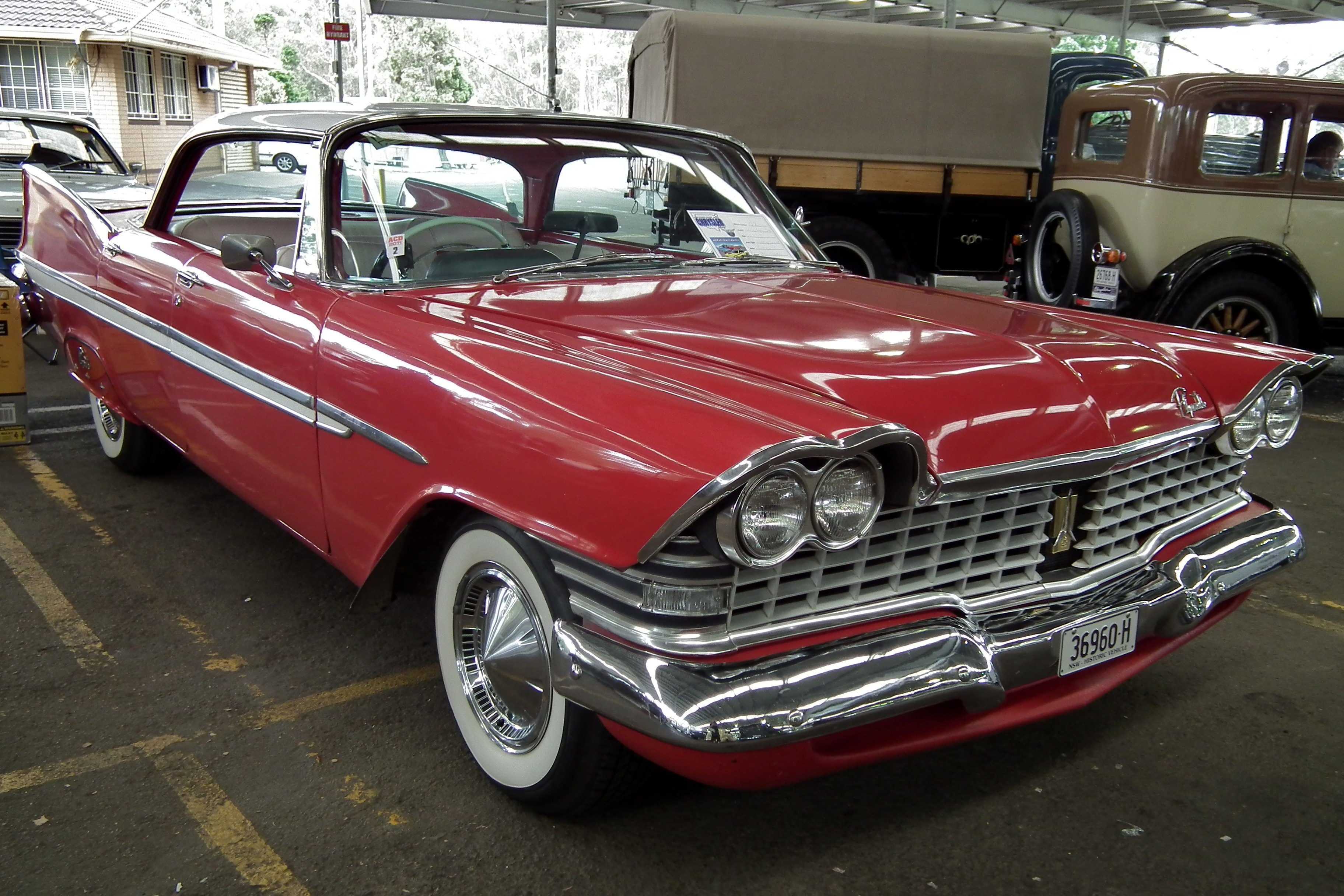
El automóvil del personaje del padre de Bruno es un Plymouth Belvedere del año 1959.

### Estreno y audiencia
Si bien la película había sido invitada a formar parte de la programación del Festival Internacional de Cine de Toronto, en septiembre de 2024, Netflix adquirió los derechos de distribución mundial de la película en una subasta por más de veinte millones de dólares, planeando estrenarla en 2025. Nonnas tuvo un preestreno el 30 de abril de 2025 en el Hotel Plaza de Nueva York y se estrenó en Netflix el 9 de mayo de 2025, fecha cercana a la celebración del Día de la Madre en Estados Unidos. Tras su estreno, la película logró ascender rápidamente al primer puesto en el ranking de visualizaciones de Netflix en Estados Unidos y debutó en el top 10 en 71 países. En tan solo dos días desde su estreno, acumuló 15,3 millones de visualizaciones y 29 millones de horas reproducidas. Hacia el 12 de mayo, Nonnas seguía en el primer lugar de las películas más vistas.
El filme también cosechó un notable éxito en Argentina y Uruguay, logrando alcanzar el primer puesto en ambos países. El 13 de mayo se llevó a cabo una proyección especial y gratuita en el St. George Theatre de Staten Island, que contó con la asistencia de 1600 personas. El evento fue seguido por una sesión de preguntas y respuestas con la participación de Vaccaro, Chbosky, Maccie, Scaravella y el productor Jack Turner. Ese mismo día, la cinta fue proyectada en el restaurante Anthony's Runway 84 de Fort Lauderdale y presentada por Vaughn mediante una videollamada. Para el 18 de mayo, Nonnas se mantuvo en la cima de la lista de películas en inglés por segunda semana consecutiva, además de liderar todo el contenido transmitido en Netflix con veinte millones de reproducciones. A finales de mayo, la película registraba una audiencia estimada en cien millones de hogares. Durante la primera semana de junio, acumuló un total de 3,2 millones de visualizaciones, posicionándose en el quinto puesto del ranking de películas en idioma inglés más vistas en Netflix.
Scaravella mencionó que existen planes para realizar una secuela titulada Nonnas of the World y una serie de televisión. Cuando se le consultó sobre la posibilidad de una secuela, Vaughn reveló que se ha considerado una continuación con el título provisional Nonnas 2: This Time It's Personal. Al respecto, expresó que «si existe una buena historia y con identidad propia, entonces podría resultar muy divertido».

### Crítica
Tras su estreno, Nonnas obtuvo una recepción mayoritariamente favorable por parte de la crítica cinematográfica. En el sitio web agregador de reseñas Rotten Tomatoes, el filme tiene un índice de aprobación del 82 %, basado en 65 reseñas. El consenso del sitio web dice: «Como un plato casero preparado para la familia, Nonnas solo busca ofrecer abundantes porciones de consuelo, y lo hace con tanto encanto que el público probablemente querrá repetir». La puntuación otorgada por la audiencia en el sitio también alcanzó niveles elevados, registrando un porcentaje inusualmente cercano al de la crítica especializada. Por otro lado, en Metacritic, cuenta con una puntuación de 57 sobre 100, basada en 14 reseñas, que indica «críticas míxtas o promedio».
Sheri Linden, de The Hollywood Reporter, elogió la actuación de Vince Vaughn y del resto del reparto, el «renovador» guion de Maccie, la dirección y otros aspectos técnicos como la fotografía y el montaje. También destacó el humor de «tono gruñón» de Lorraine Bracco y concluyó señalando que «Nonnas ofrece algo que no te exige esfuerzo; más bien, te invita a sentarte y disfrutar». Benjamin Lee, de The Guardian, puntuó al filme con tres estrellas sobre cinco y valoró la manera «inusualmente más humana» en que se presenta a los personajes de Sarandon, Shire, Bracco y Vaccaro, por tratarse de actrices que sobrepasan los sesenta años de edad. El crítico escribió que la trama es «claramente sentimental, pero nunca empalagosa» y que el guion de Maccie «nos guía hacia grandes emociones de una manera que no nos obliga a sentir». Jordan Hoffman, de Entertainment Weekly, sostuvo que «el director Stephen Chbosky y el director de fotografía Florian Ballhaus han logrado, si no otra cosa, lo imposible: crear una película que puedes oler». Además opinó que «las películas formulaicas, me atrevería a decir, cursis, cuando se hacen bien, pueden ser realmente buenas, y Nonnas es un buen ejemplo de ello». De igual modo, Lindsey Bahr, de Associated Press, notó que «Chbosky y su director de fotografía Florian Ballhaus se encargan de filmar la Staten Island de clase obrera de manera hermosa, sin trucos que sobreromanticen la realidad».
En una reseña para The Wall Street Journal, John Anderson destacó la «sinceridad sin diluir y el montón de ternura» de la película. Sherin Nicole, del sitio RogerEbert.com, calificó Nonnas con tres estrellas sobre cuatro, y escribió: «Esta es una película para una tarde de domingo». La crítica explicó: «No es una película de prestigio; es el tipo de historia que nos recuerda que podemos sanar a través de las conexiones con el pasado y entre nosotros». Pete Hammond, del sitio Deadline Hollywood, sostuvo: «Este es el tipo de película que demuestra que "ya no hacen películas como las de antes". Pero, en este caso, sí las hacen». Hammond añadió que la de Vaughn es «la perfecta representación de un hombre tan enfocado en un solo sueño», lejos de sus personajes en Swingers y Wedding Crashers.  Nick Schager, de The Daily Beast, afirmó que «Nonnas tiene una estética de película para televisión que va de la mano con su torpeza generalizada» y «es un plato de segunda categoría que no vale la pena pedir». En otra reseña negativa, Jeannette Catsoulis, de The New York Times, calificó la película de «cursi», «empalagosa» y «predecible».
Algunos medios compararon Nonnas con cintas como Hechizo de luna, Mi primo Vinny y Big Night. La reseña de Entertainment Weekly aseguró que «Nonnas es a la comida italiana lo que Top Gun: Maverick a los aviones de combate». Tim Robey, de The Daily Telegraph, le dio un puntaje de dos sobre cinco, y opinó que la película «no se acerca ni de cerca a la auténtica chispa de encanto» y que, en comparación con Big Night, se siente como «penne all'amatriciana parcialmente recalentada en un microondas». La periodista de CNET Liz Kocan señaló que «aunque muchas películas retratan la vida ítalo-estadounidense, es poco común que esas historias se cuenten desde el punto de vista de la abuela». Numerosos críticos destacaron su tono optimista, señalándola como una obra apta para públicos de todas las edades. Justine Kraemer, del sitio Collider, comentó: «La película muestra cómo la comida puede sanar, preservar recuerdos y unir a personas de diferentes edades. A diferencia de otras historias que asocian a los ítalo-estadounidenses con el crimen, Nonnas ofrece una visión auténtica, emotiva y positiva sobre esta comunidad».

### Premios
| Organización                    | Categoría       | Receptor(es) | Resultado  | Ref.   |
| ------------------------------- | --------------- | --- | ---------- | ------ |
| Premios Emmy de Artes Creativas | Mejor telefilme | Scott Budnick, Ameet Shukla, Jay Peterson, Todd Lubin, Leah Gonzalez, Stacy Calabrese, Amanda Morgan Palmer, Alexis Garcia, Jody Scaravella, Pamela Hirsch, Christopher Slager, Dan Guando, Vince Vaughn, Gigi Pritzker, Rachel Shane, Jack Turner | Candidatos | [ 71 ] |